# Mai Gehrke
Mai Gehrke (Paris, 10 de maio de 1964) é uma matemática dinamarquesa que estuda a teoria dos reticulados e suas aplicações à lógica matemática. É diretora de pesquisa do Centre national de la recherche scientifique (CNRS), afiliada ao Laboratoire J. A. Dieudonné (LJAD) da Universidade de Nice Sophia Antipolis.

## Formação
Frequentou uma escola francesa em Argel, que usava um currículo de matemática bourbakista e muito abstrato. Como estudante do ensino médio na Dinamarca, passou um ano como estudante de intercâmbio em Houston estudando pintura, mas foi trazida de volta à matemática por um professor de matemática polonês que ensinou a ela topologia de pontos de acordo com o método Moore.
Obteve um Ph.D. pela Universidade de Houston em 1987, com a tese Order Structure of Stone Spaces and the TD-axiom, orientada por Klaus Hermann Kaiser.

## Carreira
Depois de um pós-doutorado na Universidade Vanderbilt, ingressou no corpo docente da Universidade Estatal do Novo México em 1990. Foi para a Universidade Radboud de Nijmegen em 2007 e para o CNRS em 2011. De 2011 a 2017 seu trabalho no CNRS foi associado ao Laboratoire d'Informatique Algorithmique: Fondements et Applications (LIAFA) na Universidade Paris VII; em 2017 mudou-se para o LJAD em Sophia Antipolis.